# Joseph-Arthur Denis
Joseph-Arthur Denis (26 avril 1881-1er octobre 1934) est un médecin et homme politique fédéral du Québec.

## Biographie
Né à Saint-Norbert dans la région de Lanaudière, M. Denis étudia au Collège de Joliette et à l'Université Laval de Québec. Apte à pratiquer la médecine, il s'installa Notre-Dame-des-Bois et ensuite à Montréal.
Élu député du Parti libéral du Canada dans la circonscription fédérale de Saint-Denis en 1921, il fut réélu en 1925, 1926 et en 1930. Il mourut en fonction en 1934 à l'âge de 53 ans. Son frère, Azellus Denis, lui sucèéde à titre de député de Saint-Denis après les élections de 1935.